# Special Operations Aviation Command

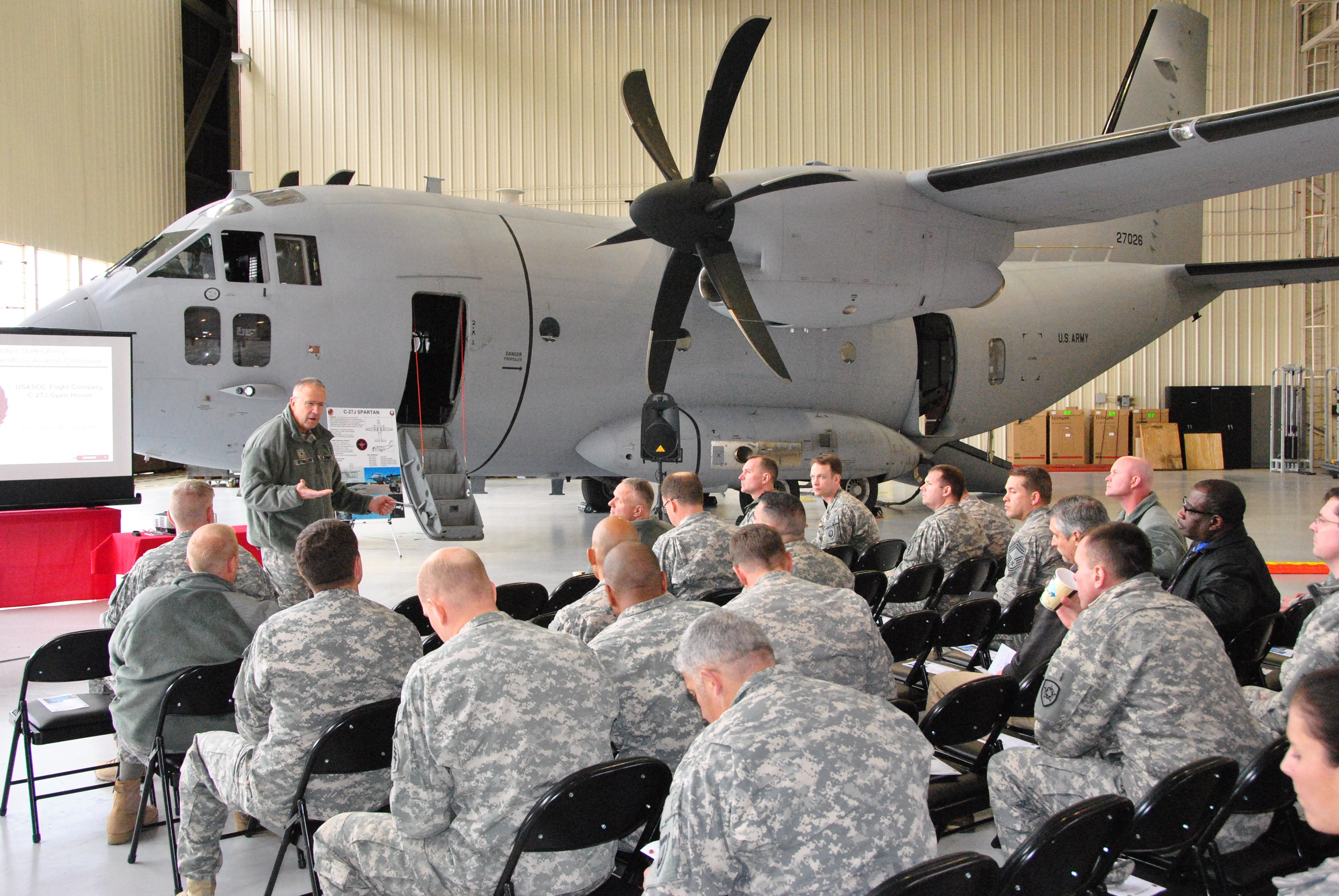
C-27J Spartan a Fort Bragg

Lo United States Army Special Operations Aviation Command (USASOAC) è un comando  dell'Esercito degli Stati Uniti responsabile delle unità aeree del United States Army Special Operations Command. Il suo quartier generale è situato presso Fort Bragg, Carolina del Nord.

## Missione
Il comando organizza, fornisce uomini, addestra, rifornisce ed equipaggia le unità delle forze aeree speciali dell'esercito degli Stati Uniti per fornire supporto aereo alle operazioni dei comandi di operazioni speciali.

## Organizzazione
Al 2019, il comando controlla i seguenti reparti:
- 160th Special Operations Aviation Regiment, Fort Campbell, Kentucky
- USASOAC Flight Company - Equipaggiata con 7 C-27J Spartan e 5 C-41A Aviocar
- Special Operations Aviation Training Battalion (SOATB)
  - Headquarters & Headquarters Company, Fort Campbell, Kentucky
  -  Company B (Flight Company)
  -  Company D (Maintenance)
- Technology Applications Program Officer, Joint Base Langley-Eustis, Virginia
- Systems Integration Management Office, Fort Campbell, Kentucky